# ACユベネス・ドガーナ
ACユベネス・ドガーナ（イタリア語: Associazione Calcio Juvenes/Dogana）は、サンマリノのドガーナ（セラヴァッレ最大の町）をホームタウンとするサッカークラブである。2000年に、SSユベネス (S.S. Juvenes) とGSドガーナ (G.S. Dogana) が合併してできたチームである。2006-07シーズンまで、イタリアのアマチュアリーグとカンピオナート・サンマリネーゼを掛け持ちしていた、サンマリノ唯一のチームでもあった。カップ戦に滅法強く、優勝9回はサンマリノのクラブの中でもACリベルタスに次ぐ回数である。
国際試合では、他のサンマリノのクラブ同様未勝利だが、UEFAヨーロッパリーグでは唯一2次予選まで進出しており、他のクラブほど惨敗していない。

## タイトル

### 国内タイトル
- コッパ・ティターノ：2回
  - 2008-09, 2010-11

### 国際タイトル
なし

## 欧州での成績
| シーズン | 大会                 | ラウンド  | 対戦相手               | ホーム | アウェー | 合計 |  |
| -------- | -------------------- | --------- | ---------------------- | ------ | -------- | ---- |  |
| 2008–09  | UEFAカップ           | 予選1回戦 | ハポエル・テル・アビブ | 0–2    | 0–3      | 0–5  |  |
| 2009–10  | UEFAヨーロッパリーグ | 予選2回戦 | ポロニア・ワルシャワ   | 0–1    | 0–4      | 0–5  |  |
| 2011–12  | UEFAヨーロッパリーグ | 予選2回戦 | ラボトニツキ           | 0–1    | 0–3      | 0–4  |  |
| 2015–16  | UEFAヨーロッパリーグ | 予選1回戦 | ブレンビーIF           | 0–2    | 0–9      | 0–11 |  |

## 歴代所属選手
- マッシモ・ボニーニ